# The Unborn (2009)
The Unborn is een horrorfilm uit 2009 onder regie van David S. Goyer, die het verhaal zelf schreef. De productie vertoont behalve de titel geen overeenkomsten met de gelijknamige Thaise horrorfilm uit 2003, van regisseur Bhandit Thongdee.

## Verhaal
Casey Beldon is aan het babysitten voor de overburen wanneer ze door de babyfoon hun zoontje Matty zachtjes hoort praten tegen hun baby. Wanneer ze gaat kijken wat hij aan het doen is, ziet ze hem met spiegelend stuk glas boven de box staan terwijl hij tegen de baby blijft herhalen om vooral naar de reflectie te kijken. Als Beldon hem aanspreekt draait, hij om en geeft haar een klap op haar oog, waarvan de iris beschadigd raakt. Vanaf dat moment beginnen haar ogen stukje bij beetje van kleur te veranderen.
Wanneer Beldon de huisarts haar ogen laat nakijken, concludeert hij dat ze heterochromie heeft, dat geen kwaad kan, maar voornamelijk voorkomt bij tweelingen. Wanneer ze navraag doet bij haar vader Gordon, vertelt hij haar dat ze inderdaad de helft van een tweeling is, maar dat haar broertje al voor de geboorte in de baarmoeder overleden was. Aan haar moeder Janet kan Beldon niets meer vragen. Zij heeft jaren geleden zelfmoord gepleegd, na een tijd in catatone toestand in een inrichting te hebben gezeten. In oude krantenknipsels vindt ze de naam van Sofi Kozma, waarvan ze hoopt dat die haar verder kan helpen. Sinds het incident met Matty heeft ze namelijk veel meer last gekregen van de nachtmerries die ze al jaren heeft, vol met vreemdvormige beesten en dode kleine jongetjes.
De Joodse Kozma stuurt Beldon in eerste instantie weg zodra ze de oude foto op het krantenknipsel ziet, met daarop een zwangere vrouw en de beeltenis van een klein jongetje in de spiegel. Toch belt Kozma haar later op met de vraag of ze meteen langs wil komen. Het jongetje in de spiegel was Barto, Kozma's tweelingbroer. Zij zijn samen tijdens de Tweede Wereldoorlog in handen gekomen van Josef Mengele (in de film niet bij naam genoemd), die experimenten uitvoerde op Barto. Hoewel de jongen deze overleefde, wist Kozma dat dit alleen zo leek: alleen lichamelijk was hij nog dezelfde, maar er leefde iets anders in zijn vleeslijk omhulsel: een dybbuk. Kozma legt aan Beldon uit dat dit een wezen is dat volgens de Hebreeuwse mythologie afkomstig is uit Gehenna en dat het alleen door tweelingen een weg kan proberen te banen naar deze realiteit.
Kozma vermoordde haar voormalige broer zodra ze besefte wat hij was geworden. De dybbuk wil daarvoor wraak op haar familie en heeft zijn kans schoon gezien zodra er weer een nieuwe tweeling aanstaande was. Kozma is namelijk Beldons grootmoeder. De dybbuk jaagt in feite al heel Beldons leven op haar, maar heeft tijd nodig gehad om op kracht te komen. Hij is nu klaar om zich te manifesteren in deze realiteit en kan ieder mens gebruiken als brug om Beldon te bereiken. Vrezend voor haar leven zoekt ze hulp bij rabbi Sendak.

## Rolverdeling
- Odette Yustman: Casey Beldon
- Gary Oldman: Rabbi Sendak
- Cam Gigandet: Mark Hardigan
- Meagan Good: Romy
- Jane Alexander: Sofi Kozma
- James Remar: Gordon Beldon
- Idris Elba: Arthur Wyndham
- Atticus Shaffer: Matty Newton
- Carla Gugino: Janet Beldon
- Ethan Cutkosky: Barto
- C.S. Lee: Lester Caldwell
- Michael Sassone: Eli Walker